# Anna Jarosz-Wilkołazka
Anna Beata Jarosz-Wilkołazka – polska biolog, profesor nauk biologicznych.

## Życiorys
W 1990 ukończyła studia biologiczne na Uniwersytecie Marii Curie-Skłodowskiej, w 1999 obroniła pracę doktorską Zmiany biochemiczne w wybranych gatunkach grzybów białej zgnilizny drewna wywołane obecnością kadmu w środowisku hodowlanym, której promotorem była prof. Elżbieta Dernałowicz-Malarczyk w 2009 habilitowała się na podstawie pracy zatytułowanej Lakaza z Cerrena unicolor jako nowoczesne narzędzie biotechnologiczne. W 2019 uzyskała tytuł profesora nauk biologicznych.
Pracuje na Uniwersytecie Marii Curie-Skłodowskiej w Lublinie, oraz jest członkiem Komisji Biotechnologii na Oddziale Polskiej Akademii Nauk w Lublinie.

## Odznaczenia
- Srebrny Krzyż Zasługi (2018)[4]